# Eucalyptus deglupta
Eucalyptus deglupta (укр. Веселковий або райдужний евкаліпт) — дерево, один з видів евкаліпта. Веселковий евкаліпт — єдиний вид евкаліпта, який в дикому вигляді росте в Північній півкулі. Ареал — Нова Британія, Нова Гвінея, Серам, Сулавесі, Мінданао і прилеглі малі острови. Трапляється у вологих лісах до висоти 1800 м над рівнем моря..

## Опис
Рослина сягає 75 метрів заввишки, діаметр стовбура — 2,4 метра. Сам вид відрізняється від інших видів евкаліпта своєю різнобарвною корою. Спочатку кора має яскраво-зелений колір. Потім, дозріваючи, вона набуває синіх, фіолетових, помаранчевих та темно-бордових відтінків. Стовбур дорослих дерев відливає всіма кольорами райдуги, від чого і дістав свою назву. При цьому кольори на корі постійно змінюються..

## Застосування
Через свій незвичайний зовнішній вигляд веселковий евкаліпт значно поширений у тропічному поясі, рідше в субтропіках, як декоративна рослина.

## Галерея

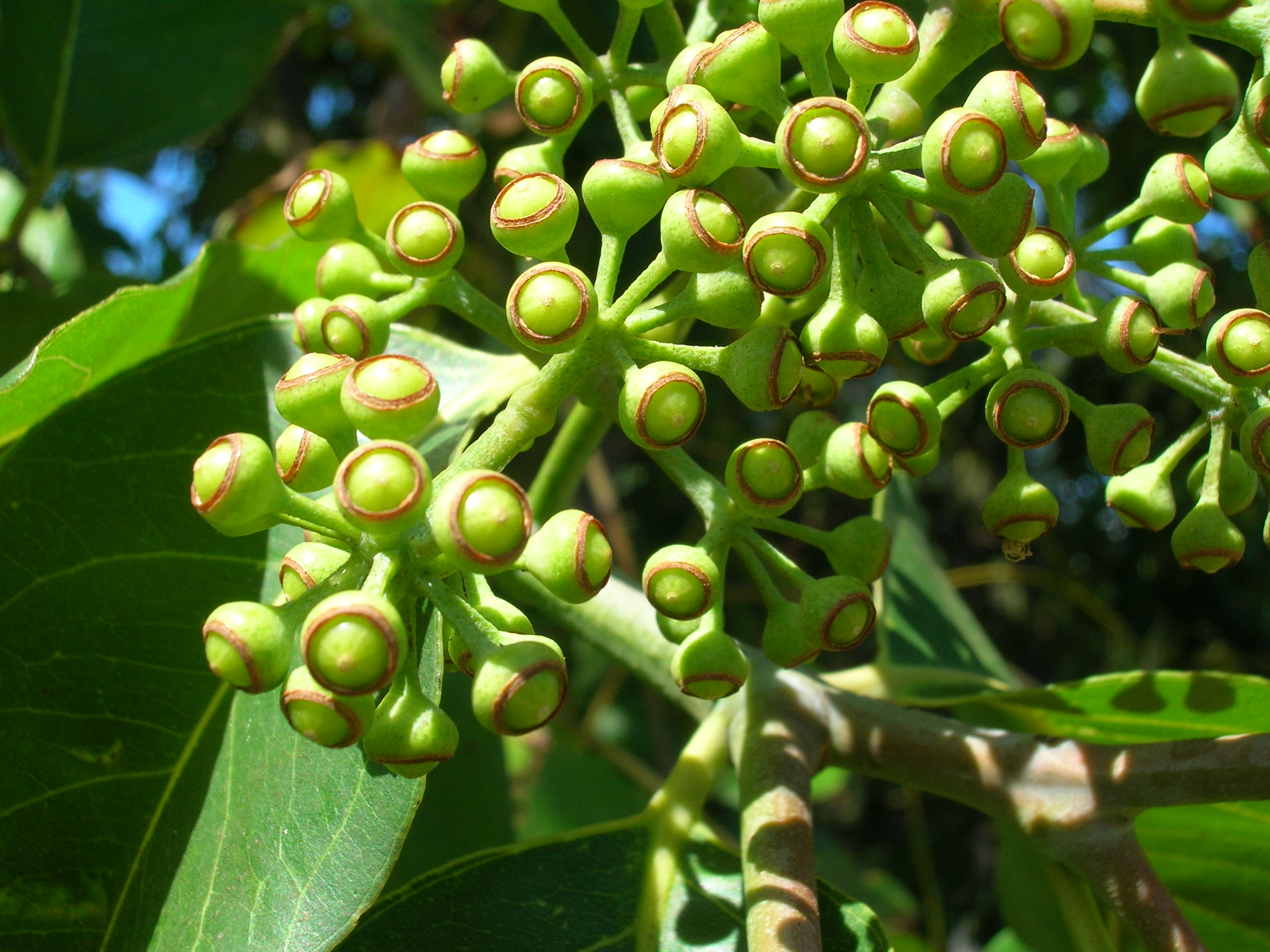
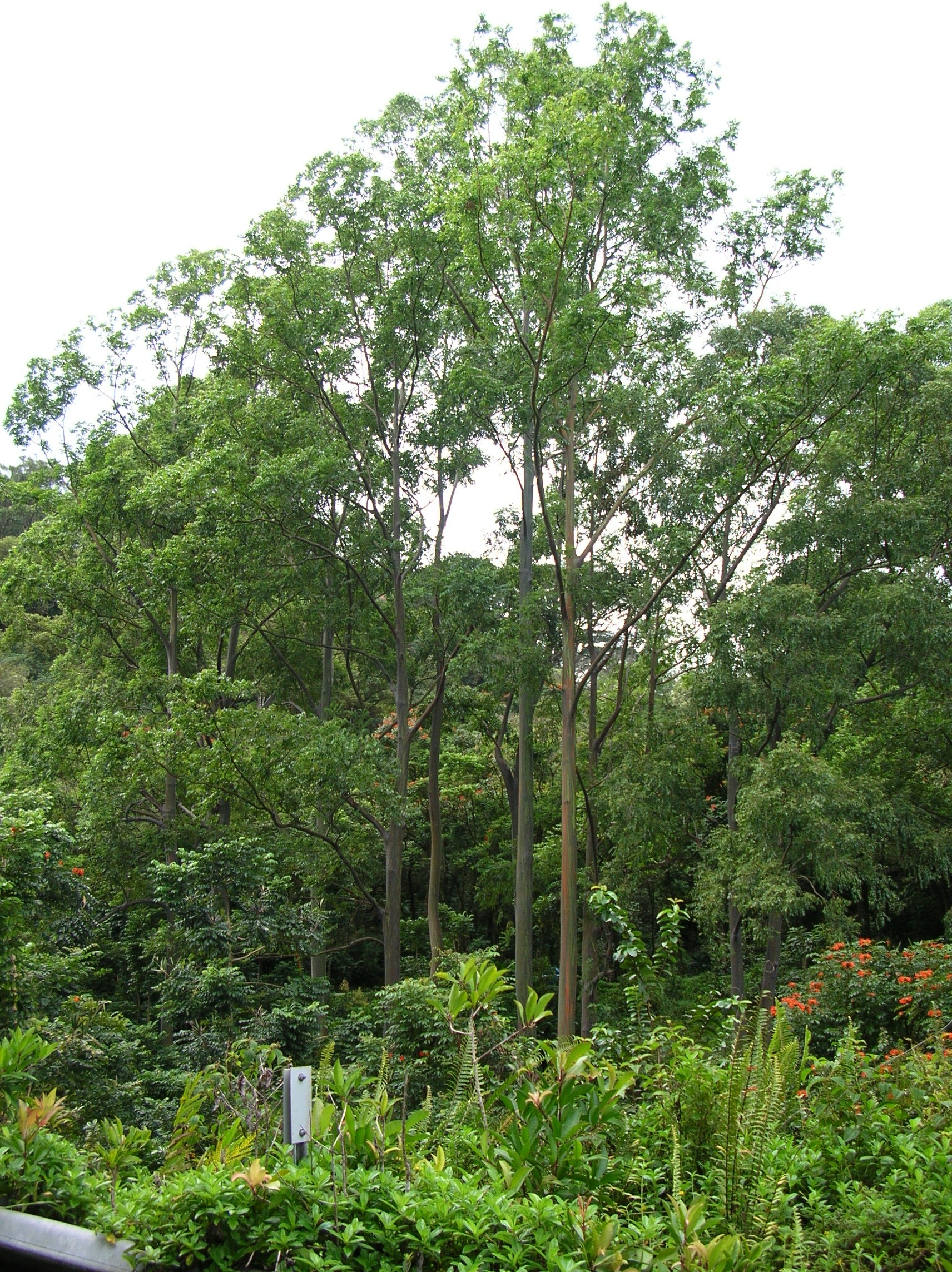
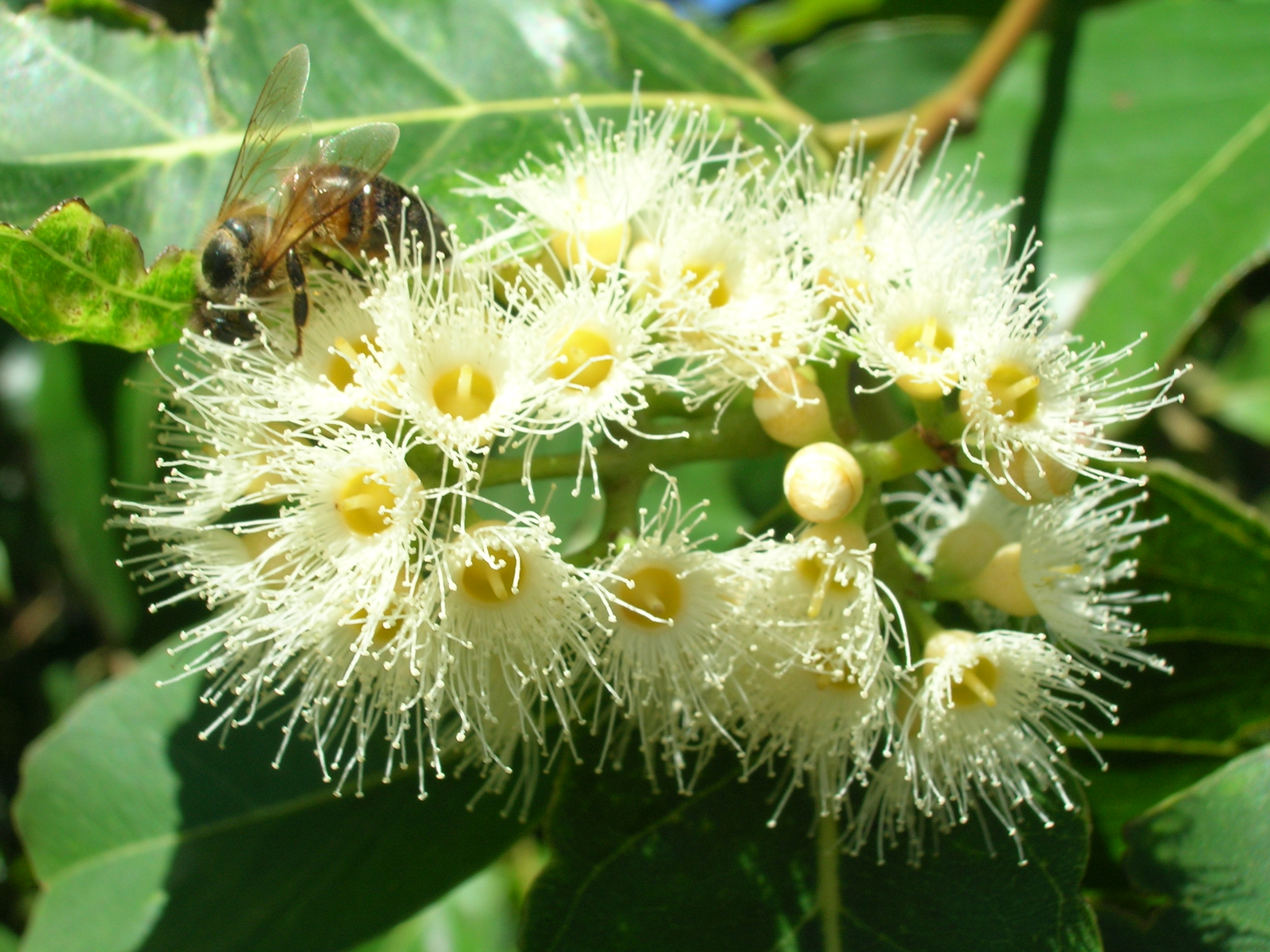
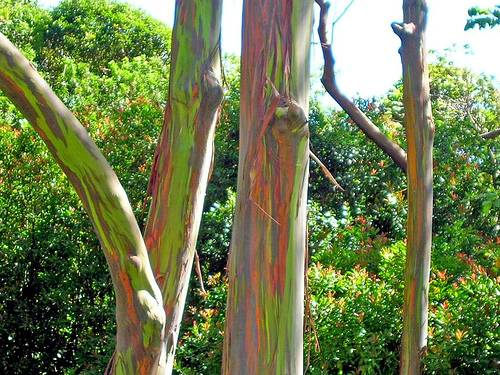